# Euphorbia torta
Euphorbia torta är en törelväxtart som beskrevs av Ferdinand Albin Pax och Käthe Hoffmann.
Euphorbia torta ingår i släktet törlar och familjen törelväxter. Inga underarter finns listade i Catalogue of Life.